# Marian Stefanowski
Marian Stanisław  Stefanowski lub Skarbek-Stefanowski  (ur. 31 stycznia?/12 lutego 1897 w Petersburgu, zm. 6 lutego 1979 w Łodzi) – chirurg, profesor medycyny i rektor Akademii Medycznej w Łodzi. Uczestnik wojny polsko-bolszewickiej, kampanii wrześniowej i powstania warszawskiego. Reformator medycznego nauczania wyższego w Polsce.

## Biografia
Marian Stefanowski urodził się w Petersburgu 31 stycznia?/12 lutego 1897 roku. Jego rodzicami byli inżynier Jan Stefanowski i Maria z domu Iwanowska, oboje ze szlachty rodowej. Edukację rozpoczął w Rewlu, w jednej z tamtejszych szkół kościelnych. Po jej ukończeniu wstąpił w 1915 roku na Petersburski Uniwersytet Politechniczny Piotra Wielkiego, ale już w roku następnym przeniósł się na Uniwersytet Jurjewski, gdzie studiował medycynę. Jako student wstąpił 16 września 1916 roku do Konwentu Polonia, zaś 8 października 1918 roku do Polskiego Towarzystwa Akademickiego. W 1918 roku uniwersytet został zamknięty, co nakłoniło Mariana do przyjazdu do Polski. Miał to zrobić jeszcze w tym roku , bądź po dwóch latach pracy w miejskich chirurgicznych oddziałach szpitali miejskich Tallinna i Tartu . W Polsce kontynuował studia na Wydziale Lekarskim Uniwersytetu Warszawskiego. W 1920 roku, jako student medycyny został zmobilizowany na szeregowego sanitariusza w wojnie polsko-bolszewickiej. Ostatecznie studia zakończył w roku 1923, otrzymując – 23 października – tytuł doktora wszech nauk lekarskich. Marian Stefanowski podtrzymywał swoje związki z Konwentem Polonia, przenosił majątek korporacji z Tartu do Wilna, zaś 18 maja 1928 roku uzyskał w niej tytuł filistra  .
W latach 1923–1928 pełnił urząd dyrektora szpitala w Święcianach, był w nim też ordynatorem oddziału chirurgicznego. Oprócz tego kierował Wydziałem Zdrowia Samorządu Powiatowego oraz wykładał anatomię, higienę i fizjologię na miejscowym seminarium nauczycielskim. Jego działalność przyczyniła się do rozbudowy szpitala oraz powstania w powiecie ośmiu nowych przychodni medycznych oraz dwunastu etatów położniczych .
W 1928 roku Stefanowski przeprowadził się do Warszawy, gdzie otrzymał posadę lekarza ubogich na Woli. Był też asystentem u Zygmunta Radlińskiego w II Klinice Chirurgicznej Uniwersytetu Warszawskiego w Szpitalu św. Ducha na Elektoralnej 12, a od 1936 roku adiunktem u tegoż profesora w I Klinice Chirurgicznej w Szpitalu Dzieciątka Jezus. Od 1934 roku zaangażował się w nauczanie: najpierw wykładał – do 1938 roku – na kursach dokształcających lekarzy Ubezpieczalni Społecznej miasta Warszawy chirurgię, a od 1936 roku w Warszawskiej Szkole Pielęgniarstwa chirurgię i anatomię. W 1936 roku znalazł się w redakcji miesięcznika „Chirurg Polski”. Był też współautorem Podręcznika Chirurgii pod redakcją Adolfa Wojciechowskiego – napisał rozdział o chirurgii nadnerczy i (wraz ze swym mentorem) o chirurgii śledziony .
W wojnie obronnej 1939 roku brał udział jako chirurg porucznik  lub podporucznik . Po powrocie do Warszawy kontynuował nauczanie, zarówno tajne, dla studentów Uniwersytetu Ziem Zachodnich i Warszawskiego, jak i w legalnej Szkole Zaorskiego. Przejął od swojego mentora Radlińskiego kierownictwo w I Klinice Chirurgicznej. Miało się to stać w październiku 1939 roku , lub dopiero po śmierci profesora w 1942 roku . Zapewniał pomoc medyczną żołnierzom Kedywu oraz schronienie dla osób zagrożonych przez Gestapo. W powstaniu warszawskim pełnił funkcję naczelnego chirurga w szpitalu powstańczym zorganizowanym przy ulicy Lwowskiej 13. Po porażce strony polskiej przeniósł się wraz z ewakuowanym Szpitalem Dzieciątka Jezus do Milanówka  .
Po wojnie Marian Stefanowski został zaangażowany w organizację wyższego nauczania medycyny w Łodzi. Początkowo odbywało się to w ramach Wydziału Lekarskiego Uniwersytetu Łódzkiego – w listopadzie 1945 roku Stefanowski stanął na czele powołanej tam I Katedry i Kliniki Chirurgicznej , prowadzonej w gmachu szpitala Świętej Rodziny w Łodzi. W 1946 rok doprowadził do powstania przy Szpitalu Ubezpieczalni Społecznej kliniki uniwersyteckiej, choć do maja 1947 roku działalność kliniki wstrzymywana była przez rekonwalescencję umieszczonych w szpitalu żołnierzy Armii Czerwonej. W 1939 roku Wydział Lekarski przekształcono w Akademię Lekarską, która później zmieniła nazwę na Akademię Medyczną. W 1955 roku Stefanowski został rektorem tej placówki, funkcję tę sprawował do 1 października 1968 roku, kiedy to przeszedł na emeryturę. Marian Stefanowski zaangażował się też w utworzenie Wojskowej Akademii Medycznej. Od momentu powstania placówki w 1958 roku, do roku 1962 był na tej uczelni kierownikiem II Katedry Chirurgii. Na obu uczelniach otrzymał doktorat honoris causa – w 1970 roku na Akademii Medycznej, a w 1973 na Wojskowej Akademii Medycznej. Od 1946 roku przysługiwał mu tytuł profesora nadzwyczajnego, zaś od 1962 zwyczajnego .
Oprócz pracy w łódzkich uczelniach angażował się też w nauce na szczeblu krajowym: w latach 1950–1954 stał na czele Komisji Chirurgicznej Rady Naukowej działającej w Ministerstwie Zdrowia, zaś w latach 1957–1963 brał udział w pracach Rady Głównej Szkolnictwa Wyższego. W ramach swoich zainteresowań nad problematyką nauczania wyższego odwiedził wiele zagranicznych uczelni, zarówno państw bloku socjalistycznego (NRD, Czechosłowacja), członków NATO (USA, Wielka Brytania, Francja, Grecja) jak i trzeciego świata (Indie). Tematyka ta znalazła odzwierciedlenie w jego artykułach i odczytach. Przyczynił się do reformy polskiego medycznego szkolnictwa wyższego .
Do ściśle medycznych zainteresowań naukowych Mariana Stefanowskiego, w których wniósł największy wkład do nauki, należały przede wszystkim problem chirurgii trzustki – zwłaszcza leczenie nowotworu tego narządu – oraz zagadnienie wstrząsu pourazowego. Badał też kwestie związane z chirurgią innych narządów, oraz problematykę powikłań pooperacyjnych. Zagadnienia te opisał w 1952 roku w podręczniku Zarys Chirurgii, który zredagował oraz kilkukrotnie uaktualniał wraz ze Stanisławem Nowickim .
Do innych dziedzin działalności zawodowej Stefanowskiego należała funkcja specjalisty wojewódzkiego w zakresie chirurgii, którą sprawował w województwie kaliskim, łódzkim i w mieście Łodzi w latach 1948–1955. Był członkiem – także przewodniczącym i wiceprzewodniczącym – wielu towarzystw i organizacji związanych z branżą. Między innymi były to: Towarzystwo Wiedzy Powszechnej (Sekcja Medyczna), Polskie Towarzystwo Onkologiczne, Polski Czerwony Krzyż, Łódzkie Towarzystwo Naukowe i Towarzystwo Chirurgów Polskich, na czele którego stał w latach 1964–1966. W 1966 roku został przewodniczącym Zrzeszenia Polskich Towarzystw Lekarskich, które współorganizował rok wcześniej .
Marian Stefanowski zmarł w Łodzi, 6 lutego 1979 roku. Pochowano go 4 dni później na cmentarzu na Dołach .

## Rodzina
Marian Stefanowski wstąpił w związek małżeński z Urszulą Turkiewicz. Para doczekała się dwóch córek: Doroty i Małgorzaty .

## Odznaczenia
Marian Stefanowski otrzymał następujące odznaczenia państwowe:
- Order Odrodzenia Polski – Krzyż Kawalerski, Komandorski i Komandorski z Gwiazdą,
- Order Sztandaru Pracy klasy pierwszej,
- Medal 10-lecia Polski Ludowej,
- Medal Komisji Edukacji Narodowej,
- Medal „Za zasługi dla obronności kraju” – brązowy i srebrny[2] .